# Гольф на літніх Олімпійських іграх 2024 — кваліфікація
У змаганнях з гольфу на літніх Олімпійських іграх 2024 року візьмуть участь загалом 120 гравців з рівним розподілом між чоловіками та жінками.

## Правила кваліфікації
Усі учасники олімпійського турніру з гольфу кваліфікуються на підставі світового рейтингу IGF станом на 17 червня 2024 (для чоловіків) та 24 червня 2024 (для жінок). 15 найкращих гравців у гольф згідно зі світовим рейтингом отримають іменні квоти за умови дотримання обмеження в чотири гравці від однієї країни. Місця, що залишилися, буде розподілено між гравцями, які посіли наступні місця, щонайбільше по два від країни. Кожну з п'яти континентальних зон мають представляти принаймні по одному гравцеві в чоловічому та жіночому змаганнях. Якщо жоден такий гравець не зможе пройти кваліфікацію вказаним вище способом, то квотне місце одержить гравець із найвищим рейтингом із відповідної континентальної зони. Як країна-господарка, Франція резервує місця і в чоловічому, і в жіночому турнірах; якщо один або кілька французьких гольфістів напряму здолає кваліфікацію, то їх невикористані місця будуть перерозподілені наступному за рейтингом гравцеві .
Очки нараховуються гравцям залежно від їх результатів у кожному змаганні, при цьому виступи на змаганнях із сильнішими полями приносять більше очок відповідно до графіка розподілу очок, затвердженого IGF. Рейтингові очки для кожного гравця накопичуються протягом дворічного періоду, при цьому бали, нараховані за останній тринадцятитижневий період, мають 100%-ву вагу. Очки за попередні періоди знецінюються на 1,1% протягом кожного з наступного 91 тижня, перш ніж вони повністю зникнуть із дворічного рейтингу гравця.

## Країни, що кваліфікувалися
| НОК                     | Чоловіки | Жінки | Загалом |
| ----------------------- | -------- | ----- | ------- |
| Аргентина (ARG)         | 2        |       | 2       |
| Австралія (AUS)         | 2        | 2     | 4       |
| Австрія (AUT)           | 1        | 1     | 2       |
| Бельгія (BEL)           | 2        | 1     | 3       |
| Канада (CAN)            | 2        | 2     | 4       |
| Чилі (CHI)              | 2        |       | 2       |
| Китай (CHN)             | 2        | 2     | 4       |
| Колумбія (COL)          | 2        | 1     | 3       |
| Чехія (CZE)             |          | 2     | 2       |
| Данія (DEN)             | 2        | 2     | 4       |
| Фінляндія (FIN)         | 1        | 2     | 3       |
| Франція (FRA)           | 2        | 2     | 4       |
| Німеччина (GER)         | 2        | 2     | 4       |
| Велика Британія (GBR)   | 2        | 2     | 4       |
| Індія (IND)             | 2        | 2     | 4       |
| Ірландія (IRL)          | 2        | 2     | 4       |
| Італія (ITA)            | 2        | 1     | 3       |
| Японія (JPN)            | 2        | 2     | 4       |
| Малайзія (MAS)          | 1        | 1     | 2       |
| Мексика (MEX)           | 2        | 2     | 4       |
| Марокко (MAR)           |          | 1     | 1       |
| Нідерланди (NED)        | 2        | 1     | 3       |
| Нова Зеландія (NZL)     | 2        | 2     | 4       |
| Норвегія (NOR)          | 2        | 2     | 4       |
| Парагвай (PAR)          | 1        |       | 1       |
| Філіппіни (PHI)         |          | 2     | 2       |
| Польща (POL)            | 1        |       | 1       |
| Пуерто-Рико (PUR)       | 1        |       | 1       |
| Сінгапур (SGP)          |          | 1     | 1       |
| Словенія (SLO)          |          | 2     | 2       |
| ПАР (RSA)               | 2        | 2     | 4       |
| Південна Корея (KOR)    | 2        | 3     | 5       |
| Іспанія (ESP)           | 2        | 2     | 4       |
| Швеція (SWE)            | 2        | 2     | 4       |
| Швейцарія (SUI)         |          | 2     | 2       |
| Китайський Тайбей (TPE) | 2        | 2     | 4       |
| Таїланд (THA)           | 2        | 2     | 4       |
| США (USA)               | 4        | 3     | 7       |
| Загалом: 38 НОК         | 60       | 60    | 120     |

## Гравці, що кваліфікувалися

### Чоловіки
| Місце | Ім'я                   | Країна                  | Світовий рейтинг |
| ----- | ---------------------- | ----------------------- | ---------------- |
| 1     | Скотті Шеффлер         | США (USA)               | 1                |
| 2     | Рорі Макілрой          | Ірландія (IRL)          | 2                |
| 3     | Ксандер Шоффел         | США (USA)               | 3                |
| 4     | Людвіґ Оберґ           | Швеція (SWE)            | 4                |
| 5     | Віндем Кларк           | США (USA)               | 5                |
| 6     | Віктор Говланд         | Норвегія (NOR)          | 6                |
| 7     | Коллін Морікава        | США (USA)               | 7                |
| 8     | Джон Рам               | Іспанія (ESP)           | 9                |
| 9     | Хідекі Мацуяма         | Японія (JPN)            | 12               |
| 10    | Томмі Флітвуд          | Велика Британія (GBR)   | 13               |
| 11    | Метт Фіцпатрік         | Велика Британія (GBR)   | 18               |
| 12    | Матьє Павон            | Франція (FRA)           | 20               |
| 13    | Зепп Штрака            | Австрія (AUT)           | 21               |
| 14    | Джейсон Дей            | Австралія (AUS)         | 24               |
| 15    | Том Кім                | Південна Корея (KOR)    | 26               |
| 16    | Ан Бьон Хун            | Південна Корея (KOR)    | 27               |
| 17    | Шейн Лоурі             | Ірландія (IRL)          | 33               |
| 18    | Нік Тейлор             | Канада (CAN)            | 35               |
| 19    | Мін Ву Лі              | Австралія (AUS)         | 36               |
| 20    | Корі Коннерс           | Канада (CAN)            | 37               |
| 21    | Хрістіан Безейденаут   | ПАР (RSA)               | 40               |
| 22    | Штефан Єґер            | Німеччина (GER)         | 42               |
| 23    | Ніколай Гейґорд        | Данія (DEN)             | 44               |
| 24    | Томас Детрі            | Бельгія (BEL)           | 48               |
| 25    | Еміліано Грільйо       | Аргентина (ARG)         | 52               |
| 26    | Алекс Норен            | Швеція (SWE)            | 55               |
| 27    | Раян Фокс              | Нова Зеландія (NZL)     | 59               |
| 28    | Ерік ван Роєн          | ПАР (RSA)               | 67               |
| 29    | Адріан Меронк          | Польща (POL)            | 73               |
| 30    | Віктор Перес           | Франція (FRA)           | 78               |
| 31    | Кейта Накаджіма        | Японія (JPN)            | 83               |
| 32    | Торб'єрн Олесен        | Данія (DEN)             | 85               |
| 33    | Алехандро Тості        | Аргентина (ARG)         | 98               |
| 34    | Хоакін Німанн          | Чилі (CHI)              | 99               |
| 35    | Самі Вялімяки          | Фінляндія (FIN)         | 100              |
| 36    | Кевін Ю                | Китайський Тайбей (TPE) | 108              |
| 37    | Давід Пуїг             | Іспанія (ESP)           | 113              |
| 38    | Матті Шмід             | Німеччина (GER)         | 134              |
| 39    | Пан Чженконґ           | Китайський Тайбей (TPE) | 140              |
| 40    | Юань Єчунь             | Китай (CHN)             | 155              |
| 41    | Каміло Вільєгас        | Колумбія (COL)          | 177              |
| 42    | Маттео Манассеро       | Італія (ITA)            | 180              |
| 43    | Адріан Дюмон де Шассар | Бельгія (BEL)           | 187              |
| 44    | Денієл Гільєр          | Нова Зеландія (NZL)     | 190              |
| 45    | Гвідо Мільйоцці        | Італія (ITA)            | 198              |
| 46    | Шубганкар Шарма        | Індія (IND)             | 219              |
| 47    | Рафаель Кампос         | Пуерто-Рико (PUR)       | 221              |
| 48    | Карлос Ортіс           | Мексика (MEX)           | 240              |
| 49    | Кірадеч Апхібарнрат    | Таїланд (THA)           | 242              |
| 50    | Гевін Грін             | Малайзія (MAS)          | 257              |
| 51    | Ґаґаджит Бгуллар       | Індія (IND)             | 261              |
| 52    | Ніко Ечаваррія         | Колумбія (COL)          | 269              |
| 53    | Міто Перейра           | Чилі (CHI)              | 272              |
| 54    | Крістоффер Вентура     | Норвегія (NOR)          | 281              |
| 55    | Пхачара Хонґватмай     | Таїланд (THA)           | 287              |
| 56    | Абрагам Ансер          | Мексика (MEX)           | 312              |
| 57    | Ду Цзечен              | Китай (CHN)             | 338              |
| 58    | Фабріціо Занотті       | Парагвай (PAR)          | 343              |
| 59    | Йоель Гіррбах          | Швейцарія (SUI)         | 366              |
| 60    | Тапіо Пулькканен       | Фінляндія (FIN)         | 378              |

### Жінки
| Місце | Ім'я                    | Країна                  | Світовий рейтинг |
| ----- | ----------------------- | ----------------------- | ---------------- |
| 1     | Неллі Корда             | США (USA)               | 1                |
| 2     | Лілія Ву                | США (USA)               | 2                |
| 3     | Ко Чін Йон              | Південна Корея (KOR)    | 3                |
| 4     | Їнь Жонін               | Китай (CHN)             | 4                |
| 5     | Емі Ян                  | Південна Корея (KOR)    | 5                |
| 6     | Селін Бутьє             | Франція (FRA)           | 6                |
| 7     | Ганна Ґрін              | Австралія (AUS)         | 7                |
| 8     | Чарлі Галл              | Велика Британія (GBR)   | 8                |
| 9     | Роуз Чанґ               | США (USA)               | 9                |
| 10    | Юка Сасо                | Японія (JPN)            | 10               |
| 11    | Мінджі Лі               | Австралія (AUS)         | 11               |
| 12    | Аттхая Тхітікул         | Таїланд (THA)           | 12               |
| 13    | Кім Хьо Чу              | Південна Корея (KOR)    | 13               |
| 14    | Брук Гендерсон          | Канада (CAN)            | 14               |
| 15    | Лінь Сіюй               | Китай (CHN)             | 15               |
| 16    | Лідія Ко                | Нова Зеландія (NZL)     | 17               |
| 17    | Мію Ямашіта             | Японія (JPN)            | 19               |
| 18    | Мая Старк               | Швеція (SWE)            | 21               |
| 19    | Патті Таватанакіт       | Таїланд (THA)           | 25               |
| 20    | Лінн Ґрант              | Швеція (SWE)            | 26               |
| 21    | Карлота Сіганда         | Іспанія (ESP)           | 30               |
| 22    | Леона Магваєр           | Ірландія (IRL)          | 32               |
| 23    | Джорджия Голл           | Велика Британія (GBR)   | 36               |
| 24    | Ешлі Бухай              | ПАР (RSA)               | 41               |
| 25    | Адіті Ашок              | Індія (IND)             | 60               |
| 26    | Габі Лопес              | Мексика (MEX)           | 62               |
| 27    | Естер Гензелайт         | Німеччина (GER)         | 64               |
| 28    | Александра Ферстерлінґ  | Німеччина (GER)         | 69               |
| 29    | Альбане Валенсуела      | Швейцарія (SUI)         | 70               |
| 30    | Перрін Делакур          | Франція (FRA)           | 75               |
| 31    | Емілі Крістіне Педерсен | Данія (DEN)             | 87               |
| 32    | Чіень Пей-Юнь           | Китайський Тайбей (TPE) | 88               |
| 33    | Нанна Мадсен            | Данія (DEN)             | 106              |
| 34    | Анне ван Дам            | Нідерланди (NED)        | 108              |
| 35    | Асахара Муньйос         | Іспанія (ESP)           | 109              |
| 36    | Б'янка Пагданганан      | Філіппіни (PHI)         | 113              |
| 37    | Морган Метро            | Швейцарія (SUI)         | 127              |
| 38    | Стефані Медоу           | Ірландія (IRL)          | 134              |
| 39    | Манон де Рое            | Бельгія (BEL)           | 154              |
| 40    | Сюй Вейлін              | Китайський Тайбей (TPE) | 161              |
| 41    | Дікша Даґар             | Індія (IND)             | 167              |
| 42    | Емма Шпіц               | Австрія (AUT)           | 178              |
| 43    | Шеннон Тан              | Сінгапур (SGP)          | 181              |
| 44    | Марія Фассі             | Мексика (MEX)           | 186              |
| 45    | Селіне Борґе            | Норвегія (NOR)          | 187              |
| 46    | Клара Шпілкова          | Чехія (CZE)             | 192              |
| 47    | Паула Рето              | ПАР (RSA)               | 196              |
| 48    | Мар'яхо Урібе           | Колумбія (COL)          | 198              |
| 49    | Алессандра Фаналі       | Італія (ITA)            | 211              |
| 50    | Ешлі Лау                | Малайзія (MAS)          | 279              |
| 51    | Урсула Вікстрем         | Фінляндія (FIN)         | 286              |
| 52    | Ана Белаць              | Словенія (SLO)          | 288              |
| 53    | Сара Коускова           | Чехія (CZE)             | 290              |
| 54    | Алена Шарп              | Канада (CAN)            | 292              |
| 55    | Дотті Ардіна            | Філіппіни (PHI)         | 298              |
| 56    | Ноора Комулайнен        | Фінляндія (FIN)         | 301              |
| 57    | Маделене Ставнар        | Норвегія (NOR)          | 307              |
| 58    | Інес Лаклалех           | Марокко (MAR)           | 321              |
| 59    | Сара Шобер              | Австрія (AUT)           | 330              |
| 60    | Пія Бабник              | Словенія (SLO)          | 336              |